# Скумон
«Скумон» (фр. «La scoumoune») — французький кінофільм режисера Жозе Джованні, випущений 12 грудня 1972 року, з Жаном-Полем Бельмондо у головній ролі.

## Сюжет
1934 рік, Марсель. У місті з'являється Роберто (Жан-Поль Бельмондо): щасливий гангстер. Існують чутки, що він приносив біду будь-кому, хто встане у нього не шляху. На цей раз Роберто намір звести рахунки з кривдниками свого друга Ксавьє, що сидить за ґратами за безпідставним звинуваченням у вбивстві. А для цього Роберто необхідно легалізуватися в Марселі. За допомогою вірної подруги Джорджії (Клаудія Кардінале) він розробляє геніальний план, і стає великим авторитетом: гральні будинки, повії — все це тепер його бізнес. Але Ксавьє як і раніше за ґратами, а значить головний обов'язок Роберто не сплачено і все тільки починається.

## У ролях
- Жан-Поль Бельмондо: Роберто Борго
- Клаудія Кардінале: Джорджія Саратов
- Мішель Константен: Ксавьє Саратов
- Філіпп Брізар: Фанфан
- Енріке Лусеро: Міглі
- Мішель Пейрелон: Шарлот
- Ален Мотте: Фіцель
- Жак Дебарі: Карл
- Жан-Клод Мішель: адвокат
- Марк Ейраз: Боннавентура
- Жерар Депардьє: Грабіжник

## Знімальна група
- Режисер — Жозе Джованні
- Сценарій — Жозе Джованні
- Продюсер — Ральф Баум, Раймон Данон, Альфред Леві, Лучано Леві
- Оператор — Андреас Віндінг
- Композитор — Франсуа де Рубе
- Художник — Жан-Жак Казіо, Жаклін Моро, Філіпп Тюрлюр
- Монтаж — Франсуаз Жаве